# 偏磷酸铀酰
偏磷酸铀酰是由铀、磷和氧构成的无机化合物，化学式为[UO2(PO3)2]n，这种长链化合物可以通过UO2(H2PO4)2·3H2O的热分解反应得到。它可以形成一些复盐，例如NaUO2(PO3)3和CsUO2(PO3)3。
在较高温度，它可以分解为UP2O7并放出氧气。